# Lijst van voetbalinterlands Engeland - Italië
Deze lijst van voetbalinterlands is een overzicht van alle officiële voetbalwedstrijden tussen de nationale teams van Engeland en Italië. De landen speelden tot op heden 32 keer tegen elkaar. De eerste ontmoeting, een vriendschappelijke wedstrijd, was op 13 mei 1933 in Rome. Het laatste duel, een kwalificatiewedstrijd voor het Europees kampioenschap voetbal 2024, vond plaats in Londen op 17 oktober 2023.

## Wedstrijden
| №  | Plaats        | Datum             | Competitie                  | Wedstrijd         | Uitslag |
| -- | ------------- | ----------------- | --------------------------- | ----------------- | ------- |
| 1  | Rome          | 13 mei 1933       | Vriendschappelijk           | Italië – Engeland | 1 – 1   |
| 2  | Londen        | 14 november 1934  | Vriendschappelijk           | Engeland – Italië | 3 – 2   |
| 3  | Milaan        | 13 mei 1939       | Vriendschappelijk           | Italië – Engeland | 2 – 2   |
| 4  | Turijn        | 16 mei 1948       | Vriendschappelijk           | Italië – Engeland | 0 – 4   |
| 5  | Londen        | 30 november 1949  | Vriendschappelijk           | Engeland – Italië | 2 – 0   |
| 6  | Florence      | 18 mei 1952       | Vriendschappelijk           | Italië – Engeland | 1 – 1   |
| 7  | Londen        | 6 mei 1959        | Vriendschappelijk           | Engeland – Italië | 2 – 2   |
| 8  | Rome          | 24 mei 1961       | Vriendschappelijk           | Italië – Engeland | 2 – 3   |
| 9  | Turijn        | 14 juni 1973      | Vriendschappelijk           | Italië – Engeland | 2 – 0   |
| 10 | Londen        | 14 november 1973  | Vriendschappelijk           | Engeland – Italië | 0 – 1   |
| 11 | New York      | 28 mei 1976       | Vriendschappelijk           | Engeland – Italië | 3 – 2   |
| 12 | Rome          | 17 november 1976  | WK 1978 kwalificatie        | Italië – Engeland | 2 – 0   |
| 13 | Londen        | 16 november 1977  | WK 1978 kwalificatie        | Engeland – Italië | 2 – 0   |
| 14 | Turijn        | 15 juni 1980      | EK 1980                     | Italië – Engeland | 1 – 0   |
| 15 | Mexico-Stad   | 6 juni 1985       | Vriendschappelijk           | Engeland – Italië | 1 – 2   |
| 16 | Londen        | 15 november 1989  | Vriendschappelijk           | Engeland – Italië | 0 – 0   |
| 17 | Bari          | 7 juli 1990       | WK 1990                     | Italië – Engeland | 2 – 1   |
| 18 | Londen        | 12 februari 1997  | WK 1998 kwalificatie        | Engeland – Italië | 0 – 1   |
| 19 | Nantes        | 4 juni 1997       | Vriendschappelijk           | Engeland – Italië | 2 – 0   |
| 20 | Rome          | 11 oktober 1997   | WK 1998 kwalificatie        | Italië – Engeland | 0 – 0   |
| 21 | Turijn        | 15 november 2000  | Vriendschappelijk           | Italië – Engeland | 1 – 0   |
| 22 | Leeds         | 27 maart 2002     | Vriendschappelijk           | Engeland – Italië | 1 – 2   |
| 23 | Kiev          | 24 juni 2012      | EK 2012                     | Engeland – Italië | 0 – 0   |
| 24 | Bern          | 15 augustus 2012  | Vriendschappelijk           | Engeland – Italië | 2 – 1   |
| 25 | Manaus        | 14 juni 2014      | WK 2014                     | Engeland − Italië | 1 − 2   |
| 26 | Turijn        | 31 maart 2015     | Vriendschappelijk           | Italië – Engeland | 1 – 1   |
| 27 | Londen        | 27 maart 2018     | Vriendschappelijk           | Engeland – Italië | 1 – 1   |
| 28 | Londen        | 11 juli 2021      | EK 2020                     | Italië – Engeland | 1 – 1   |
| 29 | Wolverhampton | 11 juni 2022      | UEFA Nations League 2022/23 | Engeland − Italië | 0 – 0   |
| 30 | Milaan        | 23 september 2022 | UEFA Nations League 2022/23 | Italië − Engeland | 1 − 0   |
| 31 | Napels        | 23 maart 2023     | EK 2024 kwalificatie        | Italië − Engeland | 1 − 2   |
| 32 | Londen        | 17 oktober 2023   | EK 2024 kwalificatie        | Engeland − Italië | 3 − 1   |

## Samenvatting
| Competitie          | Totaal gespeeld | Winst Engeland | Gelijk | Winst Italië | Doelsaldo Engeland – Italië |
| ------------------- | --------------- | -------------- | ------ | ------------ | --------------------------- |
| WK-eindronde        | 2               | 0              | 0      | 2            | 2 − 4                       |
| WK-kwalificatie     | 4               | 1              | 1      | 2            | 2 − 3                       |
| EK-eindronde        | 3               | 0              | 2      | 1            | 1 − 2                       |
| EK-kwalificatie     | 2               | 2              | 0      | 0            | 5 − 2                       |
| UEFA Nations League | 2               | 0              | 1      | 1            | 0 − 1                       |
| Vriendschappelijk   | 19              | 7              | 7      | 5            | 29 − 23                     |
| Totaal              | 32              | 10             | 11     | 11           | 39 − 35                     |

Wedstrijden bepaald door strafschoppen worden, in lijn met de FIFA, als een gelijkspel gerekend.

## Details

### Eerste ontmoeting
| Vriendschappelijk (Rome, Italië, 13 mei 1933): |              | |
| Italië | 1 – 1        | Engeland |
| Giovanni Ferrari 4' | doelpunten   | 24' Clifford Bastin |
| Vittorio Pozzo | bondscoach   | Selectiecommissie |
| Gianpiero Combi Virginio Rosetta Umberto Caligaris Mario Pizziolo Luis Monti Luigi Bertolini Raffaele Costantino Giuseppe Meazza Angelo Schiavio Giovanni Ferrari Raimundo Orsi                           | opstellingen | Harry Hibbs Roy Goodall Eddie Hapgood Alfred Strange Thomas White Wilf Copping Albert Geldard James Richardson George Hunt William Furness Clifford Bastin |
| - Debuut van Eddie Hapgood (Arsenal), Thomas White (Everton), Wilf Copping (Leeds United), Albert Geldard (Everton), James Richardson (Newcastle United) en William Furness (Leeds United) voor Engeland. |              | |

### Tweede ontmoeting
| Vriendschappelijk (Londen, Verenigd Koninkrijk, 14 november 1934):                                                                        |              | |
| Engeland | 3 – 2        | Italië |
| Eric Brook 4' Eric Brook 10' Ted Drake 12'                                                                                                | doelpunten   | 58' Giuseppe Meazza 62' Giuseppe Meazza |
| Selectiecommissie | bondscoach   | Vittorio Pozzo |
| Frank Moss George Male Eddie Hapgood Cliff Britton Jack Barker Wilf Copping Stanley Matthews Ray Bowden Ted Drake Cliff Bastin Eric Brook | opstellingen | Carlo Ceresoli Eraldo Monzeglio Luigi Allemandi Attilio Ferraris Luisito Monti Luigi Bertolini Enrico Guaita Pietro Serantoni Giuseppe Meazza Giovanni Ferrari Raimundo Orsi |

### Twaalfde ontmoeting
| WK-kwalificatie (Rome, Italië, 17 november 1976): |              | |
| Italië | 2 – 0        | Engeland |
| Giancarlo Antognoni 36' Roberto Bettega 77' | doelpunten   | |
| Fulvio Bernardini en Enzo Bearzot | bondscoach   | Don Revie |
| Dino Zoff Antonello Cuccureddu Giacinto Facchetti Romeo Benetti Claudio Gentile Marco Tardelli Franco Causio Fabio Capello Francesco Graziani Giancarlo Antognoni Roberto Bettega | opstellingen | Ray Clemence 75' Dave Clement Mick Mills Brian Greenhoff Roy McFarland Emlyn Hughes Kevin Keegan Mick Channon Stan Bowles Trevor Brooking Trevor Cherry |
| | wissels      | 75' Kevin Beattie |
| Antonello Cuccureddu ??' | gele kaarten | ??' Mick Channon |

### Dertiende ontmoeting
| WK-kwalificatie (Londen, Verenigd Koninkrijk, 16 november 1977):                                                                                         |              | |
| Engeland | 2 – 0        | Italië |
| Kevin Keegan 11' Trevor Brooking 80' | doelpunten   | |
| Ron Greenwood | bondscoach   | Enzo Bearzot |
| Ray Clemence Phil Neal Trevor Cherry Ray Wilkins David Watson Emlyn Hughes Kevin Keegan 83' Steve Coppell Bob Latchford 75' Trevor Brooking Peter Barnes | opstellingen | Dino Zoff Marco Tardelli Claudio Gentile Romeo Benetti Roberto Mozzini 83' Giacinto Facchetti Franco Causio Renato Zaccarelli 46' Francesco Graziani Giancarlo Antognoni Roberto Bettega |
| Stuart Pearson 75' Trevor Francis 83' | wissels      | 46' Claudio Sala 83' Antonello Cuccureddu |
| Kevin Keegan ??' | gele kaarten | 15' Romeo Benetti 43' Claudio Gentile |

### Veertiende ontmoeting
| EK-eindronde (Turijn, Italië, 15 juni 1980): |              | |
| Italië | 1 – 0        | Engeland |
| Marco Tardelli 78' | doelpunten   | |
| Enzo Bearzot | bondscoach   | Ron Greenwood |
| Dino Zoff Claudio Gentile Gaetano Scirea Fulvio Collovati Gabriele Oriali Romeo Benetti Marco Tardelli Giancarlo Antognoni Franco Causio 88' Francesco Graziani Roberto Bettega | opstellingen | Peter Shilton Phil Neal Kenny Sansom Phil Thompson David Watson Ray Wilkins Kevin Keegan Steve Coppell 75' Garry Birtles Raymond Kennedy Tony Woodcock |
| Giuseppe Baresi 88' | wissels      | 75' Paul Mariner |
| Romeo Benetti ??' Marco Tardelli ??' | gele kaarten | |

### Vijftiende ontmoeting
| Vriendschappelijk (Mexico-Stad, Mexico, 6 juni 1985): |              | |
| Engeland | 1 – 2        | Italië |
| Mark Hateley 75' | doelpunten   | 73' Salvatore Bagni 89' (pen.) Alessandro Altobelli |
| Bobby Robson | bondscoach   | Enzo Bearzot |
| Peter Shilton Gary M. Stevens 63' Kenny Sansom Trevor Steven Mark Wright Terry Butcher Bryan Robson Ray Wilkins Mark Hateley Trevor Francis 78' Chris Waddle 69' | opstellingen | 46' Giovanni Galli Giuseppe Bergomi Pietro Vierchowod Giuseppe Baresi 46' Fulvio Collovati Roberto Tricella 46' Bruno Conti Salvatore Bagni 84' Giuseppe Galderisi Antonio Di Gennaro Alessandro Altobelli |
| Glenn Hoddle 63' John Barnes 69' Gary Lineker 78' | wissels      | 46' Franco Tancredi 46' Antonio Cabrini 46' Pietro Fanna 84' Marco Tardelli |
| - Debuut van Gary M. Stevens (Everton) voor Engeland. |              | |

### Zestiende ontmoeting
| Vriendschappelijk (Londen, Verenigd Koninkrijk, 15 november 1989): |              | |
| Engeland | 0 – 0        | Italië |
| | doelpunten   | |
| Bobby Robson | bondscoach   | Azeglio Vicini |
| Peter Shilton 46' Gary M. Stevens Stuart Pearce 67' Steve McMahon 67' Terry Butcher Des Walker Bryan Robson 46' Chris Waddle Peter Beardsley 78' Gary Lineker John Barnes | opstellingen | Walter Zenga Giuseppe Bergomi Paolo Maldini Franco Baresi Riccardo Ferri Nicola Berti Roberto Donadoni Fernando De Napoli 82' Gianluca Vialli Giuseppe Giannini 67' Andrea Carnevale |
| Dave Beasant 46' Mike Phelan 46' Nigel Winterburn 67' Steve Hodge 67' David Platt 78'                                                                                     | wissels      | 76' Aldo Serena 82' Roberto Baggio |
| - Debuut van Dave Beasant (Chelsea), Nigel Winterburn (Arsenal), Mike Phelan (Manchester United) en David Platt (Aston Villa) voor Engeland.                              |              | |

### Zeventiende ontmoeting
| WK 1990 (Bari, Italië, 7 juli 1990): |              | |
| Italië | 2 – 1        | Engeland |
| Roberto Baggio 71' Salvatore Schillaci 86' (pen.) | doelpunten   | 81' David Platt |
| Azeglio Vicini | bondscoach   | Bobby Robson |
| Walter Zenga Franco Baresi Giuseppe Bergomi Luigi De Agostini 67' Ciro Ferrara Paolo Maldini Pietro Vierchowod Carlo Ancelotti Giuseppe Giannini 90' Roberto Baggio Salvatore Schillaci | opstellingen | Peter Shilton Trevor Steven Des Walker Paul Parker 71' Mark Wright Tony Dorigo 71' Steve McMahon David Platt Gary M. Stevens Peter Beardsley Gary Lineker |
| Nicola Berti 67' Riccardo Ferri 90' | wissels      | 71' Chris Waddle 71' Neil Webb |

### Achttiende ontmoeting
| WK 1998 kwalificatie (Londen, Verenigd Koninkrijk, 12 februari 1997):                                                                                             |              | |
| Engeland | 0 – 1        | Italië |
| | doelpunten   | 19' Gianfranco Zola |
| Glenn Hoddle | bondscoach   | Cesare Maldini |
| Ian Walker Gary Neville Sol Campbell Stuart Pearce David Beckham David Batty 88' Paul Ince Steve McManaman 76' Graeme Le Saux Alan Shearer Matthew Le Tissier 61' | opstellingen | Angelo Peruzzi Angelo Di Livio Ciro Ferrara Alessandro Costacurta Fabio Cannavaro Paolo Maldini Roberto Di Matteo Demetrio Albertini Dino Baggio 76' Pierluigi Casiraghi 90' Gianfranco Zola |
| Les Ferdinand 61' Paul Merson 76' Ian Wright 88' | wissels      | 76' Fabrizio Ravanelli 90' Diego Fuser |

### Negentiende ontmoeting
| Tournoi de France (Nantes, Frankrijk, 4 juni 1997): |              | |
| Engeland | 2 – 0        | Italië |
| Ian Wright 25' Paul Scholes 43' | doelpunten   | |
| Glenn Hoddle | bondscoach   | Cesare Maldini |
| Tim Flowers Martin Keown Gareth Southgate Stuart Pearce Phil Neville David Beckham Paul Ince Paul Scholes Graeme Le Saux 46' Teddy Sheringham 78' Ian Wright 76' | opstellingen | Angelo Peruzzi 46' Angelo Di Livio 46' Ciro Ferrara Alessandro Costacurta Fabio Cannavaro Antonio Benarrivo 17' Roberto Di Matteo Demetrio Albertini Dino Baggio Pierluigi Casiraghi Gianfranco Zola |
| Gary Neville 46' Andy Cole 76' Paul Gascoigne 78' | wissels      | 17' Diego Fuser 46' Giampiero Maini 46' Alessandro Nesta |
| David Beckham 34' Paul Scholes 45' Paul Ince 84' Paul Gascoigne 86'                                                                                              | gele kaarten | 57' Fabio Cannavaro 87' Alessandro Nesta |
| - Debuut van Giampiero Maini (Vicenza Calcio) voor Italië. |              | |

### Twintigste ontmoeting
| WK 1998 kwalificatie (Rome, Italië, 11 oktober 1997): |              | |
| Italië | 0 – 0        | Engeland |
| | doelpunten   | |
| Cesare Maldini | bondscoach   | Glenn Hoddle |
| Angelo Peruzzi Alessandro Nesta Fabio Cannavaro Alessandro Costacurta Paolo Maldini 32' Angelo Di Livio Demetrio Albertini Dino Baggio Gianfranco Zola 65' Christian Vieri Filippo Inzaghi 46' | opstellingen | David Seaman Graeme Le Saux Sol Campbell Tony Adams Gareth Southgate David Beckham Paul Ince 88' Paul Gascoigne David Batty Teddy Sheringham Ian Wright |
| Antonio Benarrivo 32' Enrico Chiesa 46' Alessandro Del Piero 65' | wissels      | 88' Nicky Butt |
| Alessandro Costacurta 54' Antonio Benarrivo 63' Demetrio Albertini 65' Alessandro Del Piero 73' Enrico Chiesa 85'                                                                              | gele kaarten | 17' Sol Campbell 41' Paul Gascoigne 85' Gareth Southgate                                                                                                |
| Angelo Di Livio 76' | rode kaarten | |

### 21ste ontmoeting
| Vriendschappelijk (Turijn, Italië, 15 november 2000): |              | |
| Italië | 1 – 0        | Engeland |
| Gennaro Gattuso 57' | doelpunten   | |
| Giovanni Trapattoni | bondscoach   | Peter Taylor |
| Gianluigi Buffon Fabio Cannavaro Alessandro Nesta 67' Paolo Maldini 74' Angelo Di Livio 52' Demetrio Albertini 52' Gennaro Gattuso Francesco Coco Stefano Fiore Filippo Inzaghi 72' Marco Delvecchio 61' | opstellingen | David James Gary Neville Rio Ferdinand Gareth Southgate 79' Ray Parlour David Beckham 83' Kieron Dyer 25' Nicky Butt 72' Gareth Barry 72' Emile Heskey Nick Barmby |
| Damiano Zenoni 52' Luigi Di Biagio 52' Simone Inzaghi 61' Alessandro Del Piero 72' Daniele Adani 67' Valerio Bertotto 74'                                                                                | wissels      | 25' Jamie Carragher 72' Seth Johnson 72' Kevin Phillips 79' Darren Anderton 79' Darren Anderton                                                                    |
| - Debuut van Seth Johnson (Derby County) en eerste en tevens laatste interland onder leiding van interim-bondscoach Peter Taylor voor Engeland.                                                          |              | |

### 22ste ontmoeting
| Vriendschappelijk (Leeds, Verenigd Koninkrijk, 27 maart 2002): |              | |
| Engeland | 1 – 2        | Italië |
| Robbie Fowler 63' | doelpunten   | 67' Vincenzo Montella 90+2' (pen.) Vincenzo Montella |
| Sven-Göran Eriksson | bondscoach   | Giovanni Trapattoni |
| Nigel Martyn 46' Danny Mills 46' Wayne Bridge 87' Sol Campbell 46' Gareth Southgate 46' David Beckham 46' Nicky Butt 46' Frank Lampard 46' Trevor Sinclair 70' Emile Heskey 46' Michael Owen 46' | opstellingen | Gianluigi Buffon 74' Christian Panucci 57' Marco Materazzi 82' Alessandro Nesta Fabio Cannavaro Gianluca Zambrotta 74' Cristiano Doni 57' Luigi Di Biagio 57' Cristiano Zanetti 46' Francesco Totti 74' Marco Delvecchio |
| David James 46' Phil Neville 46' Ledley King 46' Ugo Ehiogu 46' Danny Murphy 46' Owen Hargreaves 46' Joe Cole 46' Robbie Fowler 46' Darius Vassell 46' Teddy Sheringham 70' Wayne Bridge 87'     | wissels      | 46' Vincenzo Montella 57' Mark Iuliano 57' Gennaro Gattuso 74' Francesco Coco 74' Damiano Tommasi 74' Massimo Maccarone 82' Daniele Adani                                                                                |
| | gele kaarten | 25' Alessandro Nesta |
| - Debuut van Ledley King (Tottenham Hotspur) voor Engeland. |              | |

### 23ste ontmoeting
| EK 2012 (Kiev, Oekraïne, 24 juni 2012): |                     | |
| Engeland | 0 – 0               | Italië |
| | doelpunten          | |
| Steven Gerrard Wayne Rooney Ashley Young Ashley Cole | strafschoppen 2 – 4 | Mario Balotelli Riccardo Montolivo Andrea Pirlo Antonio Nocerino Alessandro Diamanti |
| Roy Hodgson | bondscoach          | Cesare Prandelli |
| Joe Hart Ashley Cole Joleon Lescott John Terry Glen Johnson Scott Parker 94' Steven Gerrard Ashley Young Wayne Rooney James Milner 61' Danny Welbeck 60' | opstellingen        | Gianluigi Buffon Federico Balzaretti Leonardo Bonucci Andrea Barzagli 90+1' Ignazio Abate Andrea Pirlo 80' Daniele De Rossi Claudio Marchisio Riccardo Montolivo Mario Balotelli 78' Antonio Cassano |
| Andy Carroll 60' Theo Walcott 61' Jordan Henderson 94'                                                                                                   | wissels             | 78' Alessandro Diamanti 80' Antonio Nocerino 90+1' Christian Maggio |
| | gele kaarten        | 82' Andrea Barzagli 90+4' Christian Maggio |

### 24ste ontmoeting
| Vriendschappelijk (Bern, Zwitserland, 15 augustus 2012): |              | |
| Engeland | 2 – 1        | Italië |
| Phil Jagielka 27' Jermain Defoe 80' | doelpunten   | 15' Daniele De Rossi |
| Roy Hodgson | bondscoach   | Cesare Prandelli |
| Jack Butland 46' Phil Jagielka 62' Leighton Baines 78' Gary Cahill Kyle Walker Michael Carrick Frank Lampard 69' Ashley Young 62' Adam Johnson Tom Cleverley Andy Carroll 46' | opstellingen | Salvatore Sirigu Angelo Ogbonna 46' Federico Balzaretti 86' Ignazio Abate Davide Astori Daniele De Rossi 68' Alberto Aquilani Antonio Nocerino 59' Alessandro Diamanti 58' Stephan El Shaarawy 82' Mattia Destro |
| John Ruddy 46' Jermain Defoe 46' James Milner 62' Joleon Lescott 62' Jake Livermore 69' Ryan Bertrand 78' | wissels      | 46' Federico Peluso 58' Manolo Gabbiadini 59' Marco Verratti 68' Andrea Poli 82' Diego Fabbrini 86' Ezequiel Schelotto                                                                                           |
| | gele kaarten | 86' Diego Fabbrini |
| - Debuut van Jack Butland (Birmingham City FC), John Ruddy (Norwich City FC), Ryan Bertrand (Chelsea FC), Jake Livermore (Tottenham Hotspur FC) en Tom Cleverley (Manchester United FC) voor Engeland. - Debuut van Federico Peluso, Manolo Gabbiadini, Ezequiel Schelotto (Atalanta Bergamo), Andrea Poli (Sampdoria), Marco Verratti (Paris Saint-Germain), Mattia Destro (AS Roma), Stephan El Shaarawy (AC Milan), Diego Fabbrini (Udinese Calcio) en Manolo Gabbiadini (Manchester United FC) voor Italië. |              | |

### 25ste ontmoeting
| WK 2014 (Manaus, Brazilië, 14 juni 2014): |              | |
| Engeland | 1 – 2        | Italië |
| Daniel Sturridge 37' | goals        | 35' Claudio Marchisio 50' Mario Balotelli |
| Roy Hodgson | bondscoach   | Cesare Prandelli |
| Joe Hart Glen Johnson Leighton Baines Gary Cahill Phil Jagielka Steven Gerrard Jordan Henderson 73' Raheem Sterling Daniel Sturridge 80' Wayne Rooney Danny Welbeck 61' | opstellingen | Salvatore Sirigu Giorgio Chiellini Matteo Darmian Andrea Barzagli Gabriel Paletta 79' Antonio Candreva Claudio Marchisio Daniele De Rossi Andrea Pirlo 57' Marco Verratti 73' Mario Balotelli |
| Ross Barkley 61' Jack Wilshere 73' Adam Lallana 80' | wissels      | 57' Thiago Motta 73' Ciro Immobile 79' Marco Parolo |
| Raheem Sterling 90+1' | gele kaarten | |

### 26ste ontmoeting
| Vriendschappelijk (Turijn, Italië, 31 maart 2015): |              | |
| Italië | 1 – 1        | Engeland |
| Graziano Pellè 29' | goals        | 79' Andros Townsend |
| Antonio Conte | bondscoach   | Roy Hodgson |
| Gianluigi Buffon Andrea Ranocchia Leonardo Bonucci Giorgio Chiellini 72' Alessandro Florenzi 60' Marco Parolo Mirko Valdifiori 67' Roberto Soriano Matteo Darmian 73' Éder 61' Graziano Pellè 61'                                                    | opstellingen | Joe Hart 46' Nathaniel Clyne 88' Kieran Gibbs 74' Jordan Henderson 44' Chris Smalling Phil Jagielka 55' Theo Walcott Phil Jones Harry Kane Wayne Rooney 70' Fabian Delph |
| Ignazio Abate 60' Franco Vázquez 61' Ciro Immobile 61' Marco Verratti 67' Emiliano Moretti 72' Luca Antonelli 73' Salvatore Sirigu Federico Marchetti Andrea Barzagli Antonio Candreva Andrea Bertolacci Simone Zaza Manolo Gabbiadini Alessio Cerci | wissels      | 44' Michael Carrick 46' Kyle Walker 55' Ross Barkley 70' Andros Townsend 74' Ryan Mason 88' Ryan Bertrand Robert Green Jack Butland Gary Cahill                          |
| Graziano Pellè 36' | gele kaarten | 32' Kieran Gibbs 70' Phil Jones |
| - Debuut van Mirko Valdifiori (Empoli FC) en Franco Vázquez (US Città di Palermo) voor Italië. - Debuut van Ryan Mason (Tottenham Hotspur FC) voor Engeland.                                                                                         |              | |

FA · A-internationals · Selecties · Bondscoaches · Engels vrouwenelftal · Brits olympisch elftal · Engeland -21 · Engeland -20 · Engeland -19 · Engeland -18 · Engeland -17 · Engeland -16 · Vrouwen -17
1872 – 1899 ·
1900 – 1919 ·
1920 – 1929 ·
1930 – 1939 ·
1940 – 1949 ·
1950 – 1959 ·
1960 – 1969 ·
1970 – 1979 ·
1980 – 1989 ·
1990 – 1999 ·
2000 – 2009 ·
2010 – 2019 ·
2020 − 2029
EK's: 1968 ·
1980 ·
1988 ·
1992 ·
1996 ·
2000 ·
2004 ·
2012 · 
2016 · 
2020 · 
2024
WK's: 1950 ·
1954 ·
1958 ·
1962 ·
1966 ·
1970 ·
1982 ·
1986 ·
1990 ·
1998 ·
2002 ·
2006 ·
2010 ·
2014 ·
2018 · 
2022
Albanië ·
Algerije ·
Andorra ·
Argentinië ·
Australië ·
Azerbeidzjan ·
België ·
Bosnië en Herzegovina ·
Brazilië ·
Bulgarije ·
Canada ·
Chili ·
China ·
Colombia ·
Costa Rica ·
Cyprus ·
Denemarken ·
DDR · 
Duitsland ·
Ecuador ·
Egypte ·
Estland ·
Finland ·
Frankrijk ·
Georgië ·
Ghana ·
GOS ·
Griekenland ·
Honduras ·
Hongarije ·
Ierland ·
IJsland · 
Iran ·
Israël ·
Italië ·
Ivoorkust ·
Jamaica ·
Japan ·
Joegoslavië ·
Kameroen ·
Kazachstan ·
Koeweit ·
Kosovo ·
Kroatië ·
Liechtenstein ·
Litouwen ·
Luxemburg ·
Maleisië ·
Malta ·
Marokko ·
Mexico ·
Moldavië ·
Montenegro ·
Nederland ·
Nieuw-Zeeland ·
Nigeria ·
Noord-Ierland ·
Noord-Macedonië ·
Noorwegen ·
Oekraïne ·
Oostenrijk ·
Panama · 
Paraguay ·
Peru · 
Polen ·
Portugal ·
Roemenië ·
Rusland ·
San Marino · 
Saoedi-Arabië ·
Schotland ·
Senegal ·
Servië ·
Servië en Montenegro · 
Slovenië ·
Slowakije ·
Sovjet-Unie ·
Spanje ·
Trinidad en Tobago ·
Tsjechië ·
Tsjecho-Slowakije ·
Tunesië ·
Turkije ·
Uruguay ·
Verenigde Staten ·
Wales ·
Wit-Rusland ·
Zuid-Afrika ·
Zuid-Korea ·
Zweden ·
Zwitserland
Algerije (2010) · 
Argentinië (1986) · 
Argentinië (1998) · 
Argentinië (2002) · 
België (1990) · 
België (2018, 1) · 
België (2018, 2) · 
Brazilië (2002) · 
Colombia (1998) ·
Colombia (2018) ·
Costa Rica (2014) ·
Denemarken (2002) ·
Denemarken (2021) · 
Duitsland (2000) ·
Duitsland (2010) ·
Duitsland (2021) ·
Ecuador (2006) ·
Egypte (1990) ·
Frankrijk (1982) ·
Frankrijk (2012) ·
Frankrijk (2022) ·
Ierland (1990) · 
IJsland (2016) ·
Italië (1990) · 
Italië (2012) · 
Italië (2014) · 
Italië (2021) · 
Kameroen (1990) · 
Koeweit (1982) · 
Kroatië (2018) ·
Kroatië (2021) · 
Marokko (1986) · 
Nederland (1990) · 
Nigeria (2002) · 
Oekraïne (2012) · 
Oekraïne (2021) ·
Panama (2018) · 
Paraguay (1986) · 
Paraguay (2006) · 
Polen (1986) · 
Portugal (1986) · 
Portugal (2000) · 
Portugal (2006) · 
Roemenië (1998) ·
Roemenië (2000) ·
Rusland (2016) ·
Schotland (2021) ·
Senegal (2022) ·
Slovenië (2010) ·
Slowakije (2016) ·
Spanje (1982) ·
Spanje (2024) ·
Trinidad en Tobago (2006) ·
Tsjechië (2021) ·
Tsjecho-Slowakije (1982) ·
Tunesië (1998) ·
Tunesië (2018) ·
Uruguay (2014) ·
Verenigde Staten (2010) ·
Wales (2016) · 
West-Duitsland (1966) ·
West-Duitsland (1982) ·
West-Duitsland (1990) ·
Zweden (2002) ·
Zweden (2006) · 
Zweden (2012)
FIGC · A-internationals · Selecties · Bondscoaches · Italiaans vrouwenelftal · Olympisch elftal · Italië U21 · Italië U20 · Italië U19 · Italië U18 · Italië U17 · Italië U16 · Vrouwen U17
1910 – 1919 ·
1920 – 1929 ·
1930 – 1939 ·
1940 – 1949 ·
1950 – 1959 ·
1960 – 1969 ·
1970 – 1979 ·
1980 – 1989 ·
1990 – 1999 ·
2000 – 2009 ·
2010 – 2019 ·
2020 − 2029
EK's: 1968 · 
1980 · 
1988 · 
1996 · 
2000 · 
2004 · 
2008 · 
2012 · 
2016 ·
2020 ·
2024
WK's: 1934 · 
1938 · 
1950 · 
1954 · 
1962 · 
1966 · 
1970 · 
1974 · 
1978 · 
1982 · 
1986 · 
1990 · 
1994 · 
1998 · 
2002 · 
2006 · 
2010 · 
2014
OS: 1912 · 
1920 · 
1924 · 
1928 · 
1936 · 
1948 · 
1952 · 
1960 · 
1984 · 
1988 · 
1992 · 
1996 · 
2000 · 
2004 · 
2008
1911 · 
1912 · 
1913 · 
1914 · 
1915 · 
1916 · 1917 · 1918 · 1919 · 
1920 · 
1921 · 
1922 · 
1923 · 
1924 · 
1925 · 
1926 · 
1927 · 
1928 · 
1929 · 
1930 · 
1931 · 
1932 · 
1933 · 
1934 · 
1935 · 
1936 · 
1937 · 
1938 · 
1939 · 
1940 · 
1941 · 
1942 · 
1943 · 1944 · 
1945 · 
1946 · 
1947 · 
1948 · 
1949 · 
1950 · 
1952 · 
1952 · 
1953 · 
1954 · 
1955 · 
1956 · 
1957 · 
1958 · 
1959 · 
1960 · 
1961 · 
1962 · 
1963 · 
1964 · 
1965 · 
1966 · 
1967 · 
1968 · 
1969 · 
1970 · 
1971 · 
1972 · 
1973 · 
1974 · 
1975 · 
1976 · 
1977 · 
1978 · 
1979 · 
1980 · 
1981 · 
1982 · 
1983 · 
1984 · 
1985 · 
1986 · 
1987 · 
1988 · 
1989 · 
1990 ·
1991 · 
1992 · 
1993 · 
1994 · 
1995 · 
1996 · 
1997 · 
1998 · 
1999 · 
2000 · 
2001 · 
2002 · 
2003 · 
2004 · 
2005 · 
2006 · 
2007 · 
2008 · 
2009 · 
2010 · 
2011 · 
2012 · 
2013 · 
2014 · 
2015 · 
2016 · 
2017 ·
2018 ·
2019 ·
2020 ·
2021 ·
2022 ·
2023 ·
2024
Albanië ·
Algerije ·
Argentinië ·
Armenië ·
Australië ·
Azerbeidzjan ·
België ·
Bosnië en Herzegovina ·
Brazilië ·
Bulgarije ·
Canada ·
Chili ·
China ·
Costa Rica ·
Cyprus ·
DDR ·
Denemarken ·
Duitsland ·
Ecuador ·
Egypte ·
Engeland ·
Estland ·
Faeröer ·
Finland ·
Frankrijk ·
Georgië ·
Ghana ·
Griekenland ·
Haïti ·
Hongarije ·
Ierland ·
IJsland ·
Israël ·
Ivoorkust ·
Japan ·
Joegoslavië ·
Kameroen ·
Kroatië ·
Liechtenstein · 
Litouwen ·
Luxemburg ·
Malta ·
Marokko ·
Mexico ·
Moldavië ·
Montenegro ·
Nederland ·
Nieuw-Zeeland ·
Nigeria ·
Noord-Ierland ·
Noord-Korea ·
Noord-Macedonië ·
Noorwegen ·
Oekraïne ·
Oostenrijk ·
Paraguay ·
Peru ·
Polen ·
Portugal ·
Roemenië ·
Rusland ·
San Marino ·
Saoedi-Arabië ·
Schotland ·
Servië ·
Servië en Montenegro ·
Slovenië ·
Slowakije ·
Sovjet-Unie ·
Spanje ·
Tsjechië ·
Tsjecho-Slowakije ·
Tunesië ·
Turkije ·
Uruguay ·
Venezuela ·
Verenigde Staten ·
Wales ·
Wit-Rusland ·
Zuid-Afrika ·
Zuid-Korea ·
Zweden ·
Zwitserland
Argentinië (1982) · 
Australië (2006) · 
België (2016) · 
België (2021) · 
Brazilië (1970) · 
Brazilië (1982) · 
Brazilië (1994) · 
Costa Rica (2014) · 
Duitsland (2006) · 
Duitsland (2012) · 
Engeland (2012) ·
Engeland (2014) ·
Engeland (2021) ·
Frankrijk (2000) · 
Frankrijk (2006) · 
Frankrijk (2008) · 
Ghana (2006) · 
Hongarije (1938) · 
Ierland (2012) · 
Joegoslavië (1968) · 
Kameroen (1982) · 
Kroatië (2012) · 
Nederland (2008) · 
Nieuw-Zeeland (2010) · 
Oekraïne (2006) · 
Oostenrijk (2021) · 
Paraguay (2010) · 
Peru (1982) · 
Polen (1982, 1) · 
Polen (1982, 2) · 
Roemenië (2008) · 
Spanje (2008) ·
Spanje (2012, 1) ·
Spanje (2012, 2) ·
Spanje (2016) ·
Spanje (2021) ·
Tsjechië (2006) · 
Turkije (2021) · 
Uruguay (2014) · 
Verenigde Staten (2006) · 
Wales (2021) · 
West-Duitsland (1982) · 
Zweden (2016) · 
Zwitserland (2021)